# Jarmark soroczyński
Jarmark soroczyński (ros. Сорочинская ярмарка) – opera buffa w trzech aktach kompozycji Modesta Musorgskiego z librettem kompozytora.
Prapremiera opery odbyła się 20 października 1913 w Moskwie. Jej akcja dzieje się we wsi Soroczyńce, zaś warstwa muzyczna opery inspirowana jest ukraińską oraz cygańską muzyką ludową. Opera ma kameralny charakter; składa się głównie z niewielkich scen zespołowych, arie zaś przypominają pieśni.

## Historia
Pomysł napisania opery na podstawie prozy Gogola powstał latem 1874 podczas prac kompozytora nad operą Chowańszczyzna. Pierwsza wzmianka o Jarmarku soroczyńskim pochodzi z listu Musorgskiego do Lubow Karmalinej z 23 lipca 1874. Dzieło nie zostało ukończone przez autora, a w późniejszych pracach nad nim brali udział Anatolij Ladow, Cezar Cui, Nikołaj Czeriepnin oraz Wissarion Szebalin (jego opracowanie uznawane jest za najbardziej udane). Nikołaj Rimski-Korsakow dołączył do opery poemat symfoniczny Noc na Łysej Górze skomponowany przez Musorgskiego, uzupełniwszy go partiami solistów i chóru. Za życia autora wykonano jedynie pieśń Parasi, piosenkę Chiwrii, hopaka z finału oraz wspomniany poemat symfoniczny. Po raz pierwszy Jarmark soroczyński wykonano w 1911 (wersja koncertowa) oraz 1913 (wersja sceniczna).

## Osoby[1]
- Czerewik – bas
- Parasia (córka Czerewika) – sopran
- Chiwria (żona Czerewika, macocha Parasi) – mezzosopran
- Hryćko – tenor
- Afanasij Iwanowicz – tenor
- Kum – bas
- Cygan – bas
- Czarnobóg – bas
- Chłopi i chłopki ukraińskie, Kozacy, żydowscy przekupnie, złe duchy – chór

## Treść

### Szkic scenariusza

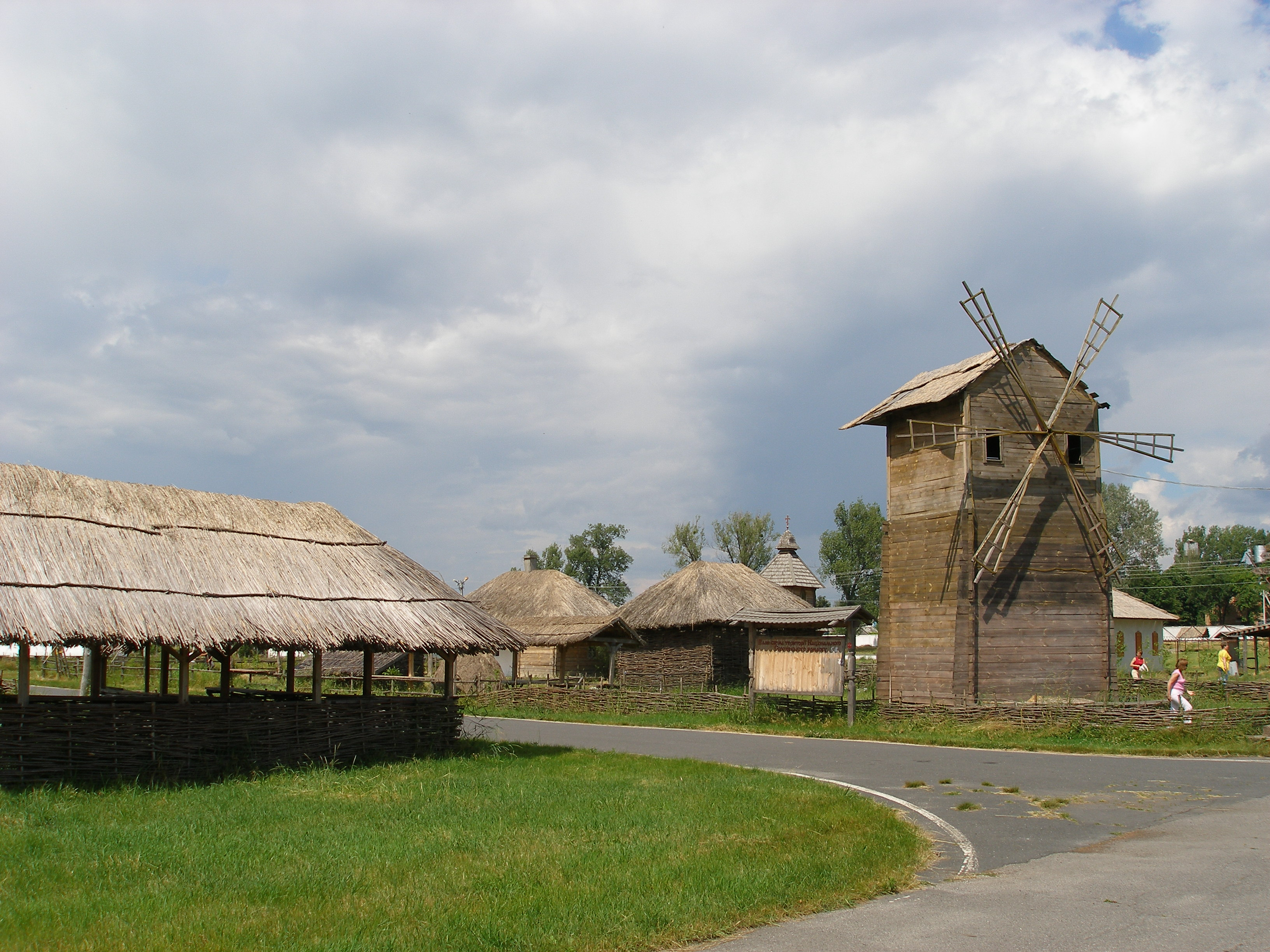
Plac Żabokrycki – główne miejsce soroczyńskich jarmarków.

19 maja 1877 w Petersburgu Musorgski wraz z Osipem Pietrowem sporządzili szkic scenariusza opery:

Wstęp orkiestrowy: „gorący dzień na Ukrainie”.
Akt I.
1. Jarmark (chór).
2. Wejście Hryćka z przyjaciółmi (nawiązanie do Parasi i Chiwrii).
3. Czerewik i Pariasia (ich charakterystyka: szklane paciorki, pszenica).
4. Scena chóralna z przekupniami na targu, czerwona kurtka – tutaj musi wyniknąć scena z czterema osobami. Kum i Czerewik.
5. Po krótkiej chwili Czerewik wkracza pomiędzy Pariasię i Hryćka: recytatyw. Hryćko prosi o rękę Pariasi; karczma. Nb.: Cygan jest ukrytym świadkiem całej sceny.
6. Chiwria – scena z Czerewikiem – świadkiem jest Hryćko. Chiwria wyprowadza męża.
7. Hryćko zostaje sam. Wejście Cyganów: dobicie targu – woły za Pariasię.
8. Hopak. Nb.: Intermezzo(?)

Akt II. (W chacie kuma.)
1. Czerewik śpi. Chiwria budzi go i porusza tematy gospodarskie, zmierzając do wyprawienia męża z domu.
2. Recytatyw Chiwrii. Wypiek smakołyków. Wejście Afanasija Iwanowicza. Dutettino.
3. Powrót innych z jarmarku. Opowiadanie o czerwonej kurtce. Wielka scena komiczna.

Akt III
1. Noc. Ogólne podniecenie i zamieszanie. Po ucieczce przed czerwoną kurtką Czerewik i Kum słaniają się z wyczerpania. Krzyki z racji kradzieży koni i wołów. Udaje się je odzyskać. Komiczne wyjaśnienia przytrzymanych: zbawcą jest Hryćko.
2. Romans Hryćka.
3. Świt. Pariasia wychodzi z domu do ogrodu. Dumka. Myśli o Chiwrii. Postanawia działać niezależnie. Radosny taniec.
4. Czerewik i Pariasia. Taniec.
5. Kum i Hryćko nadchodzą, śmiejąc się. Uroczysty obchód zaręczyn (natrząsanie się z egoizmu Chiwrii).
6. Finał.

19 maja 1877, u A. J. i O. A. Pietrowiczów w Piotrogrodzie

### Akt I
Podczas jarmarku w Soroczyńcach młody parobek Hryćko spotyka się z urodziwą Parasią. Ich związkowi przeciwny jest Czerewik, który zmienia zdanie dowiedziawszy się, iż Hryćko jest synem jego przyjaciela, Ochrima. W tym samym czasie Cygan opowiada zebranemu tłumowi historię czerwonej kurtki zgubionej w okolicy przez diabła – historia ta ma być wyjaśnieniem, dlaczego podczas jarmarku widziany jest zły duch szukający owej kurtki. Małżeństwu Parasi i Hryćka przeciwna jest Chiwria, która zarzuca mężowi, iż chce wydać córkę za mąż ubogiemu parobkowi. Podczas gdy Czerewik, Parasia i Chiwria zatrzymują się na noc w domu kuma, Hryćko skarży się na swój los. Usłyszawszy to, Cygan oferuje parobkowi pomoc w zamian za odsprzedanie mu za niewspółmiernie niską cenę wołów, na co parobek się godzi.

### Akt II
Chiwria wygania pijanego Czerewika z domu kuma, każąc mu pilnować wozu ze zbożem wraz z koniem. Podczas nieobecności Czerewika do domu przychodzi Afanasij Iwanowicz, syn popa a jednocześnie kochanek Chiwrii. Niespodziewanie do domu wraca Czerewik wraz ze znajomymi, w związku z czym Afanasij Iwanowicz zostaje ukryty w łóżku. Towarzystwo jest Czerewikowi potrzebne, ponieważ boi się on porwania w nocy przez diabła. W czasie kiedy wyznaje on swoje obawy, łóżko się porusza, a po chwili w samoczynnie otwartym oknie ukazuje się pysk świni (alegoria diabła). Okazuje się, że jest to część planu parobka, którzy przychodzi do domu kuma wraz z Cyganem oraz młodzieżą wiejską. W związku z zamieszaniem z łóżka wypada Afanasij Iwanowicz, co powoduje wyśmianie Chiwrii przez zgromadzonych.

### Akt III
Czerewik spotyka się z Hryćkiem wieczorem, aby omówić zaplanowane na następny dzień zaślubiny. Pod wpływem opowiadań Cygana parobkowi śni się sabat czarownic, który zilustrowany został Nocą na Łysej Górze. Po przebudzeniu Hryćko zmierza do domu kuma. W tym czasie Parasia martwi się sprzeciwem macochy, który zostaje zmarginalizowany przez Czerewika. Do ślubu dochodzi, zaś operę kończy scena finałowa, podczas której wszyscy tańczą hopaka.

## Wersje opery
Musorgski zmarł w Mikołajewskim Szpitalu Wojskowym ok. godz. 5 nad ranem 28 marca 1881 w Sankt Petersburgu z powodu następstw alkoholizmu. Dwa dni wcześniej Arsenij Goleniszczew-Kutuzow, przyjaciel muzyka, podpisał w jego imieniu akt notarialny przekazujący prawa autorskie do utworów kompozytora Tiertijowi Filippowowi, przyjacielowi Musorgskiego oraz przedstawicielowi Sekcji Pieśni przy Cesarskim Rosyjskim Towarzystwie Geograficznym, do czego Musorgski odniósł się niechętnie. Po śmierci prawie cała spuścizna po kompozytorze znalazła się w posiadaniu Rimskiego-Korsakowa, który zrezygnował z dokończenia prac nad operą. W 1903 Ladow wyraził chęć instrumentacji dzieła, w wyniku czego w 1912 opublikowana została uwertura do Jarmarku soroczyńskiego. Redakcją fragmentów opery zajmował się również muzykolog Wiaczesław Karatygin. Fragmenty te zaprezentowano w 30. rocznicę śmierci Musorgskiego u Mikołaja von Driesena (wersja bez kostiumów w układzie na dwa fortepiany). Wersję tę odegrano również pięć dni później w Carskim Siole w obecności Mikołaja II Romanowa. Sukces dzieła spowodował jego wystawienie na scenie 20 października 1913 w jednym z nowo otwartych moskiewskich teatrów, którego dyrektor, Mordianow, nakazał wykonać istniejące fragmenty, zastępując brakujące recytacjami tekstu Gogola. Cui uzupełnił rekonstrukcję o własne fragmenty, m.in. arię Hryćka i Parasi w stylu włoskim z finału drugiego obrazu III aktu, obecnie uznawane za niezbyt udane. Premiera opery w wersji Cuia miała miejsce 26 października 1917 w Piotrogrodzie. W 1922 Czeriepnin uzupełnił fragmenty pozostawione przez Musorgskiego materiałami z innych jego utworów, m.in. pieśni Ponad Donem kwitnie sad (napisanej w grudniu 1867). Wersja Czeriepnina została wystawiona w Monte Carlo 30 marca 1923. W 1957 wydano w Związku Radzieckim partyturę opery w redakcji Pawła Łamma. Brakujące fragmenty uzupełnione zostały przez Szebalina, który wykorzystał do tego zapisane przez Musorgskiego pieśni ludowe.